# Nederlands kampioenschap dammen 1932
Het Nederlands kampioenschap dammen van 1932 telde acht deelnemers. Met 11 punten won Johan Vos zijn derde nationale titel. De wedstrijden werden gespeeld in het Parkhotel in Amsterdam.

## Resultaten
| Plaats | Naam              | 1 | 2 | 3 | 4 | 5 | 6 | 7 | 8 | AW | Wi | Re | Ve | Pnt | SB |
| ------ | ----------------- | - | - | - | - | - | - | - | - | -- | -- | -- | -- | --- | -- |
| 1      | Johan Vos         |   |   |   | 2 | 1 |   |   |   | 7  |    |    |    | 11  |    |
| 2      | Freek Raman       |   |   |   | 2 |   |   | 2 |   | 7  |    |    |    | 10  |    |
| 3      | B. Ris            | 0 |   |   |   |   |   | 1 |   | 7  |    |    |    | 7   |    |
|        | Piet van Dartelen |   | 2 |   |   |   |   |   |   | 7  |    |    |    | 7   |    |
| 5      | Wim Rustenburg    | 1 |   |   |   |   | 1 |   |   | 7  |    |    |    | 6   |    |
|        | Baris Dukel       |   |   |   |   | 1 |   |   | 1 | 7  |    |    |    | 6   |    |
|        | A. de Graag       |   | 0 | 1 |   |   |   |   |   | 7  |    |    |    | 6   |    |
| 8      | De Hoogh          |   |   |   |   |   | 1 |   |   | 7  |    |    |    | 2   |    |

1902 · 
1904 · 
1908 · 
1911 · 
1913 · 
1916 · 
1919 · 
1920 · 
1921 · 
1922 · 
1923 · 
1924 · 
1925 · 
1926 · 
1927 · 
1929 · 
1930 · 
1931 · 
1932 · 
1933 · 
1934 · 
1935 · 
1936 · 
1937 · 
1938 · 
1939 ·
1940 · 
1941 · 
1942 · 
1943 · 
1944 · 
1946 · 
1948 · 
1949 ·
1950 · 
1951 · 
1952 · 
1953 · 
1954 · 
1955 · 
1956 · 
1957 · 
1958 · 
1959 · 
1960 · 
1961 · 
1962 · 
1963 · 
1964 · 
1965 · 
1966 · 
1967 · 
1968 · 
1969 · 
1970 · 
1971 · 
1972 · 
1973 · 
1974 · 
1975 · 
1976 · 
1977 · 
1978 · 
1979 · 
1980 · 
1981 · 
1982 · 
1983 · 
1984 · 
1985 · 
1986 · 
1987 · 
1988 · 
1989 · 
1990 · 
1991 · 
1992 · 
1993 · 
1994 · 
1995 · 
1996 · 
1997 · 
1998 · 
1999 · 
2000 · 
2001 · 
2002 · 
2003 · 
2004 · 
2005 · 
2006 · 
2007 · 
2008 · 
2009 · 
2010 · 
2011 · 
2012 · 
2013 · 
2014 · 
2015 · 
2016 · 
2017 · 
2018 · 
2019 · 
2020 · 
2021 · 
2022 · 
2023